# Jan Lerning
Jan Ingvar Lerning, född 3 november 1929 i Malmö, är en svensk skådespelare.

## Filmografi
- 1996 – Vackert väder
- 1998 – Dolly & Dolly (TV-serie)
- 1999 – Browalls (TV-serie)
- 2000 – Ronny & Julia (TV-serie)
- 2001 – Så vit som en snö
- 2003 – Mannen som log
- 2008 – Maria Larssons eviga ögonblick

## Teater

### Roller
| År   | Roll | Produktion                                                              | Regi         | Teater     |
| ---- | ---- | ----------------------------------------------------------------------- | ------------ | ---------- |
| 1996 | Doc  | West Side Story Leonard Bernstein, Stephen Sondheim och Arthur Laurents | Gordon Marsh | Slagthuset |